# Mattie Ferguson
Mattie Ferguson (Indianapolis, 1862 – New York, 31 marzo 1929) è stata un'attrice teatrale statunitense.

## Biografia
Nata a Indianapolis, Mattie Ferguson lavorò a Broadway dal 1906 al 1920. Girò, tra il 1915 e il 1917, anche qualche film. In uno di questi, The Spendthrift, riprendeva sullo schermo la parte che aveva interpretato sul palcoscenico di Broadway. Nel 1917, prese parte a Il diamante della morte, un serial cinematografico che aveva come protagonista Pearl White.
Mattie Ferguson morì il 31 marzo 1929 a New York.

## Spettacoli teatrali
- Barbara's Millions (Broadway, 8 ottobre 1906)
- Captain Jinks of the Horse Marines (Broadway, 18 febbraio 1907)
- The Shirkers (Broadway, 15 ottobre 1907)
- Polly of the Circus (Broadway, 23 dicembre 1907)
- The Spendthrift (Broadway, 11 aprile 1910)
- Little Miss Brown (Broadway, 29 agosto 1912)
- Just Boys (Broadway, 13 settembre 1915)
- The Red Dawn (Broadway, 6 agosto 1919)
- The Unwritten Chapter (Broadway, 11 ottobre 1920)

## Filmografia
La filmografia è completa.
- The Spendthrift, regia di Walter Edwin (1915)
- Blazing Love, regia di Kenean Buel (1916)
- Il diamante della morte (The Fatal Ring), regia di George B. Seitz - serial (1917)
- Scandal, regia di Charles Giblyn (1917)